# Sylvisorex vulcanorum
Sylvisorex vulcanorum är en däggdjursart som beskrevs av Rainer Hutterer och Verheyen 1985. Sylvisorex vulcanorum ingår i släktet Sylvisorex och familjen näbbmöss. IUCN kategoriserar arten globalt som nära hotad. Inga underarter finns listade i Catalogue of Life.
Denna näbbmus förekommer i Afrika i Burundi, östra Kongo-Kinshasa, Rwanda och Uganda. Den lever i vulkaniska bergstrakter mellan 1700 och 3000 meter över havet. Habitatet utgörs av fuktiga bergsskogar, av träskmarker och av områden som har ett täcke av bambu.
Arten blir 43 till 56 mm lång (huvud och bål), har en 47 till 51 mm lång svans och väger cirka 3,5 g. Den har sepiabrun till svartbrun päls på ovansidan och en lite mer gråaktig päls på undersidan. På den mörka svansen förekommer många små styva hår.